# Xian de Guiyang
Pour les articles homonymes, voir Guiyang (homonymie).
Le xian de Guiyang (桂阳县 ; pinyin : Guìyáng Xiàn) est un district administratif de la province du Hunan en Chine. Il est placé sous la juridiction de la ville-préfecture de Chenzhou.

## Démographie
La population du district était de 768 470 habitants en 1999.